# Phyllophaga fulviventris
Phyllophaga fulviventris är en skalbaggsart som beskrevs av Moser 1918. Phyllophaga fulviventris ingår i släktet Phyllophaga och familjen Melolonthidae. Inga underarter finns listade i Catalogue of Life.